# حارشة ماثيسونية
حارشة ماثيسونية (الاسم العلمي: Psorophora mathesoni) هي نوع من الحشرات تتبع جنس الحارشة من فصيلة البعوضيات.